# Hipódromo (Recife)
O Hipódromo é um bairro do Recife, Pernambuco, Brasil.
O local fazia parte de Campo Grande e seu núcleo habitacional cresceu em torno de um hipódromo mandado construir pela família Lundgren, no final do século XIX.
Não existe mais nenhum vestígio das instalações do hipódromo, que funcionou até 1898. Em seu local foi construído um conjunto habitacional para os servidores do Instituto de Previdência Social do Estado de Pernambuco.
O Hipódromo limita-se com os bairros de Campo Grande, Torreão, Encruzilhada e Arruda.
É um bairro predominantemente habitacional.

## Demografia
De acordo com o censo do IBGE em 2010 o bairro do Hipódromo tinha:
- População: 2.568 habitantes
- Área: 32,5 hectares
- Densidade demográfica: 88,13 hab./ha

É um dos dois únicos bairros do Recife  com alfabetização total de todos os habitantes entre 18 e 24 anos. 